# Ботания
Ботанический сад «Ботания» (фин. Botania) — городской ботанический сад, расположенный в городе Йоэнсуу (провинция Северная Карелия, Финляндия). Ботанический сад популярен благодаря свободно летающим в весенне-летний сезон тропическим бабочкам и большой коллекции экваториальных и тропических растений (более 1000 видов), среди которых бамбуки, лианы, растения-хищники, растения, реагирующие на прикосновение. Кроме того, в экспозиции имеются коллекции насекомых, тематические стенды и говорящие попугаи.

## История
Ботанический сад был основан в 1955 году при Йоэнсууском университете (сегодня — Восточнофинляндский университет), в 1985 году был переведен в новое помещение, где и располагается по сей день. Главной целью открытия ботанического сада послужила необходимость в научных исследованиях по биологии и лесному хозяйству, однако сегодня объём проводимых научных исследований несколько уменьшился. В последние годы ботанический сад стал привлекательным туристическим объектом.

## Обзор
Почти все растения в ботаническом саду были выращены из семян, полученных из других ботанических садов и научно-исследовательских центров и институтов по всему миру.
Общая площадь оранжерейного пространства составляет 570 м², оно разделено на пять секторов, которые имитируют разные климатические условия:
- тропики,
- субтропики в летний сезон дождей,
- субтропики в зимний сезон дождей,
- умеренный пояс (в летнее время здесь свободно летают бабочки),
- пустыня.

В оранжерейном секторе выращивается более 700 видов растений.
Вокруг оранжереи расположен сад, открытый в летний сезон. Площадь сада составляет около трёх гектаров, он также разделен на пять секторов, в которых выращиваются разные растения:
- Злаки, корнеплоды, овощи, ягоды, фрукты: всего 130 видов.
- Ароматические травы: 120 видов.
- Ядовитые растения: 50 видов.
- Лекарственные растения: 40 видов.
- Декоративные растения: 300 видов.

## Бабочки

Ботания в мае

В весенне-летний сезон, с начала апреля до середины октября, в секторе умеренного пояса свободно летают бабочки, причем у посетителей есть возможность познакомиться со всеми стадиями развития бабочек — от личинки до погибающей бабочки. Цикл жизни бабочки невелик и составляет всего от нескольких дней до нескольких недель.
Бабочки завозятся в «Ботанию» с большой фермы бабочек в городе Стратфорд-на-Эйвоне (Великобритания).